# Präsidentschafts- und Parlamentswahl in Liberia 2023
Die Präsidentschafts- und Parlamentswahl in Liberia 2023 fand am 10. Oktober statt. Bei ihr wurden der Präsident der Republik und die Mitglieder des Parlaments (73 Mandate im Repräsentantenhaus und 15 von 30 Mandate im Senat) gewählt. Insgesamt nahmen 46 Parteien an der Wahl teil.
Die Stichwahl der Präsidentschaftswahl fand am 14. November statt. Joseph Boakai gewann dabei knapp gegen Amtsinhaber George Weah.

## Ergebnis

### Präsidentschaftswahl
- Wahllokale (2. Wahlgang): 5.889/5.890.

| Kandidaten                                                        | Parteien                                           | 1. Wahlgang | 1. Wahlgang | 2. Wahlgang | 2. Wahlgang |
| Kandidaten                                                        | Parteien                                           | Stimmen     | %           | Stimmen     | %           |
| ----------------------------------------------------------------- | -------------------------------------------------- | ----------- | ----------- | ----------- | ----------- |
| Joseph Boakai                                                     | Unity Party                                        | 796.961     | 43,4        | 814.428     | 50,6        |
| George Weah                                                       | Coalition for Democratic Change (CDC – NPP – PDPL) | 804.087     | 43,8        | 793.910     | 49,4        |
| Edward W. Appleton                                                | Grassroots Development Movement                    | 40.271      | 2,2         |             |             |
| Lusinee Kamara                                                    | All Liberia Coalition Party                        | 35.988      | 2,0         |             |             |
| Alexander Benedict Cummings                                       | Collaborating Political Parties                    | 29.613      | 1,6         |             |             |
| Tiawan Saye Gongloe                                               | Liberian People’s Party                            | 26.394      | 1,4         |             |             |
| Allen R. Brown                                                    | Liberia Restoration Party                          | 15.607      | 0,9         |             |             |
| Simeon Freeman                                                    | Movement for Progressive Change                    | 13.205      | 0,7         |             |             |
| William Wiah Tuider                                               | Democratic National Allegiance                     | 11.184      | 0,6         |             |             |
| Joshua Tom Turner                                                 | New Liberia Party                                  | 9.813       | 0,5         |             |             |
| Jeremiah Whapoe                                                   | Vision for Liberia Transformation                  | 9.149       | 0,5         |             |             |
| Luther Yorfee                                                     | Liberia Rebuilding Party                           | 6.479       | 0,4         |             |             |
| Bendu Kromah                                                      | Unabhängig                                         | 5.991       | 0,3         |             |             |
| Clarence Moniba                                                   | Liberia National Union                             | 5.298       | 0,3         |             |             |
| Sherikh Kouyateh                                                  | Liberia First Movement                             | 5.100       | 0,3         |             |             |
| David Kiamu                                                       | Democratic People’s Party of Liberia               | 5.086       | 0,3         |             |             |
| Alexander Kollie                                                  | Reformers National Congress                        | 4.398       | 0,2         |             |             |
| Sara Beysolow Nyanti                                              | African Liberation League                          | 3.644       | 0,2         |             |             |
| Robert Franz Morris                                               | Unabhängig                                         | 3.363       | 0,2         |             |             |
| Richard Saye Miller                                               | Liberian for Prosperity Party                      | 2.885       | 0,2         |             |             |
| Gesamt                                                            | Gesamt                                             | 1.834.516   | 100         | 1.608.338   | 100         |
|                                                                   |                                                    |             |             |             |             |
| Ungültige Stimmen                                                 | Ungültige Stimmen                                  | 114.639     | 5,9         | 25.788      | 1,6         |
| Wähler                                                            | Wähler                                             | 1.949.155   | 78,9        | 1.634.126   | 66,1        |
| Wahlberechtigte                                                   | Wahlberechtigte                                    | 2.471.617   |             | 2.471.617   |             |
|                                                                   |                                                    |             |             |             |             |
| Quellen: National Elections Commission, 1. Wahlgang – 2. Wahlgang |                                                    |             |             |             |             |

### Parlamentswahl

#### Repräsentantenhaus
| Listen                                             | Stimmen   | %    | Mandate |
| -------------------------------------------------- | --------- | ---- | ------- |
| Coalition for Democratic Change (CDC – NPP – PDPL) | 401.921   | 22,1 | 25      |
| Unity Party                                        | 237.931   | 13,1 | 11      |
| Collaborating Political Parties                    | 142.201   | 7,8  | 6       |
| People’s Unification Party                         | 78.913    | 4,3  | 2       |
| Movement for Democracy and Reconstruction          | 50.408    | 2,8  | 4       |
| All Liberian Party                                 | 45.886    | 2,5  | 1       |
| Liberian National Union                            | 42.179    | 2,3  | 1       |
| Movement for Progressive Change                    | 18.946    | 1,0  | 1       |
| National Democratic Coalition                      | 18.768    | 1,0  | 1       |
| Liberia Restoration Party                          | 13.604    | 0,7  | 1       |
| Vision for Liberia Transformation                  | 14.641    | 0,8  | 1       |
| Sonstige ohne Mandate                              | 284.507   | 15,7 | –       |
| Unabhängige                                        | 467.105   | 25,7 | 19      |
| Gesamt                                             | 1.817.010 | 100  | 73      |
|                                                    |           |      |         |
| Ungültige Stimmen                                  | 113.962   | 5,9  |         |
| Wähler                                             | 1.930.972 | 78,1 |         |
| Wahlberechtigte                                    | 2.471.617 |      |         |
|                                                    |           |      |         |
| Quelle: National Elections Commission              |           |      |         |

#### Senat
| Listen                                             | Stimmen   | %    | Mandate |
| -------------------------------------------------- | --------- | ---- | ------- |
| Coalition for Democratic Change (CDC – NPP – PDPL) | 620.892   | 34,3 | 6       |
| Unity Party                                        | 218.138   | 12,0 | 1       |
| Movement for Democracy and Reconstruction          | 128.437   | 7,1  | 1       |
| Liberia Restoration Party                          | 26.575    | 1,5  | 1       |
| Sonstige ohne Mandate                              | 377.120   | 20,8 | –       |
| Unabhängige                                        | 441.001   | 24,3 | 6       |
| Gesamt                                             | 1.812.163 | 100  | 15      |
|                                                    |           |      |         |
| Ungültige Stimmen                                  | 128.694   | 6,6  |         |
| Wähler                                             | 1.940.857 | 78,5 |         |
| Wahlberechtigte                                    | 2.471.617 |      |         |
|                                                    |           |      |         |
| Quelle: National Elections Commission              |           |      |         |

##### Nach County
| County                    | Gewählter Kandidat (Partei) | Gültige Stimmen | Wähler    | Wahlberechtigte |
| ------------------------- | --------------------------- | --------------- | --------- | --------------- |
| Bomi (Quelle)             | Unabhängig                  | 47.907          | 50.510    | 63.112          |
| Bong (Quelle)             | Unabhängig                  | 177.114         | 191.701   | 234.787         |
| Gbarpolu (Quelle)         | Unabhängig                  | 37.432          | 39.675    | 50.615          |
| Grand Bassa (Quelle)      | Unabhängig                  | 106.486         | 116.042   | 158.463         |
| Grand Cape Mount (Quelle) | UP                          | 61.097          | 64.813    | 86.529          |
| Grand Gedeh (Quelle)      | LRP                         | 44.191          | 46.977    | 63.942          |
| Grand Kru (Quelle)        | CDC                         | 31.326          | 33.212    | 42.396          |
| Lofa (Quelle)             | Unabhängig                  | 132.053         | 138.606   | 177.129         |
| Margibi (Quelle)          | CDC                         | 132.713         | 142.652   | 185.301         |
| Maryland (Quelle)         | CDC                         | 49.705          | 53.391    | 67.600          |
| Montserrado (Quelle)      | CDC                         | 665.023         | 716.024   | 901.162         |
| Nimba (Quelle)            | MDR                         | 233.843         | 247.909   | 307.254         |
| River Gee (Quelle)        | Unabhängig                  | 27.758          | 29.644    | 37.807          |
| River Cess (Quelle)       | CDC                         | 26.688          | 28.837    | 39.941          |
| Sinoe (Quelle)            | CDC                         | 38.827          | 40.864    | 55.579          |
| Gesamt                    |                             | 1.812.163       | 1.940.857 | 2.471.617       |